# On the Russian Persecution of the Jews
On the Russian Persecution of the Jews – sonet angielskiego poety Algernona Charlesa Swinburne’a, opublikowany w tomiku Tristram of Lyonesse and Other Poems, wydanym w Londynie w 1882 roku przez spółkę wydawniczą Chatto & Windus. Utwór powstał jako wyraz oburzenia z powodu pierwszej fali pogromów Żydów w Imperium Rosyjskim. Poeta współczuje ludziom prześladowanym z powodu swojej narodowości i religii, innych niż etnos i wyznanie większości, wśród której przyszło im żyć. Jakkolwiek Swinburne był ateistą, a przynajmniej na ateistę pozował, w omawianym sonecie posłużył  się obrazowaniem religijnym, chrześcijańskim. Sonet o pogromach w carskiej Rosji jest wypowiedzią skierowaną do Jezusa, nie wymienionego co prawda z imienia, ale łatwo identyfikowalnego przez użycie sformułowań "Son of man" ("Syn człowieczy", "God" ("Bóg") i "Lord" ("Pan"). Kończy się przejmującym pytaniem do Ukrzyżowanego: Say, was not this thy Passion, to foreknow/In death's worst hour the works of Christian men?